# Ветрен пояс
Вѐтрен пояс (на руски: Ветреный пояс) е възвишение в северната част на Източноевропейската равнина, разположено в крайната западна част на Архангелска област и в източна част на Република Карелия. Простира се от северозапад на югоизток на протежение около 200 km, между Онежка губа на север, река Онега на изток и югоизток, река Водла (влива се в Онежкото езеро) на югозапад и река Виг (влива се в Бяло море) на запад и северозапад. Средна надморска височина 200 – 300 m, максимална – връх Оловгора 345 m (63°25′02″ с. ш. 36°58′51″ и. д. / 63.417222° с. ш. 36.980833° и. д.). Състои се от отделни ридове стръмно спускащи се на север и полегато на юг. Изградено е от кристалинни шисти с интрузии от вулканични скали (перидотит, габро) и базалти. От него водят началото си реките Водла и Виг и множество леви притоци на Онега (Кожа, Кена и др.). Възвишението е обрасло е с иглолистни гори, основно смърчови.